# Erica paludicola
Erica paludicola är en ljungväxtart som beskrevs av Harriet Margaret Louisa Bolus. Erica paludicola ingår i släktet klockljungssläktet, och familjen ljungväxter. Inga underarter finns listade i Catalogue of Life.